# تاریخ ایده‌ها
تاریخ ایده‌ها (به انگلیسی: History of ideas) رشته‌ای پژوهشی در تاریخ است که به بیان، نگهداری و تغییر ایده‌های انسانی در طول دوران می‌پردازد. تاریخ ایده‌ها یک رشته خواهر یا یک رویکردی خاص در تاریخ روشنفکری، محسوب می‌گردد. مطالعات در تاریخ ایده‌ها ممکن است شامل تحقیق بین رشته‌ای در تاریخ فلسفه، تاریخ دانش یا تاریخ ادبیات باشد. در سوئد، تاریخ ایده‌ها و علوم از سال ۶ نوامبر ۱۹۳۲ موضوعی مجزا برای دانشگاه بوده‌است.